# Epipogium
Epipogium é um género botânico pertencente à família das orquídeas (Orchidaceae).

## Espécies
1. Epipogium aphyllum Sw., Summa Veg. Scand.: 32 (1814).
2. Epipogium japonicum Makino, Bot. Mag. (Tokyo) 18: 131 (1904).
3. Epipogium roseum (D.Don) Lindl., J. Proc. Linn. Soc., Bot. 1: 177 (1857).